# پیری‌لی (آغ‌استفا)
پیری‌لی (به لاتین: Pirili) یک منطقه مسکونی در جمهوری آذربایجان است که در شهرستان آغستفا واقع شده است. پیری‌لی ۲۱۱۲ نفر جمعیت دارد.